# نانسي فرايداي
نانسي فرايداي (بالإنجليزية: Nancy Friday)‏ هي نسوية ‏ ومؤلفة أمريكية، ولدت في 27 أغسطس 1933 في بيتسبرغ في الولايات المتحدة، وتوفيت في 5 نوفمبر 2017 في مانهاتن في الولايات المتحدة بسبب مرض آلزهايمر.
تطرح كتاباتها الفكرة الجدلية التي تقوم على تربية النساء وفقًا لشروط المرأة المثالية، وتُعتبر هذه الشروط بالية ومقيّدة للمرأة ولا تمثل الحياة الشخصية الخاصة بالنساء، وأن الانفتاح حول حياة النساء الخفية يمكن أن يساعد النساء الحرات على الشعور بأنهنّ حقًا قادرات على الاستمتاع بالتعبير عن أنفسهن. تؤكد فرايدي أن هذا ليس نتيجة لحقد متعمد، ولكن بسبب التوقعات الاجتماعية، وأنه من الأفضل لصالح النساء والرجال على حد سواء أن يكون كل منهما قادر على الانفتاح والمشاركة في الحياة الاجتماعية والتعبير عن أنفسهم بكل وضوح.

## سيرة شخصية
وُلدت نانسي فرايدي في مدينة بيتسبيرج بولاية بنسلفانيا لوالدها والتر فرايدي ووالدتها جين كولبيرت فرايدي. نشأت في مدينة تشارلستون في ولاية ساوث كارولينا، وتلقت تعليمها في مدرسة آشلي هول وهي المدرسة الإعدادية المحلية الوحيدة للفتيات حيث تخرجت في عام 1951. التحقت بعدها بكلية ويلسلي في ماساتشوستس حيث تخرجت في عام 1955. عملت لفترة قصيرة كمراسلة لصحيفة سان خوان آيلاند تايمز، وبنت نفسها كصحفية مجلة في نيويورك وإنجلترا وفرنسا قبل أن تحوِّل عملها إلى الكتابة بدوام كامل.
أصدرت كتابها الأول بعنوان «حديقتي السرية» في عام 1973، وهو عبارة عن مجموعة من المقابلات التي أجرتها مع نساء تناقش معهن حياتهن الجنسية وتخيلاتهن، وكان هذا الكتاب من أكثر الكتب مبيعًا. عادت فرايدي بانتظام إلى تنسيق المقابلات في كتبها اللاحقة حول موضوعات تختلف بين الأمهات والبنات وتخيلاتهن الجنسية والعلاقات والغيرة والحسد والحركة النسائية والبي دي أس أم والجمال.
أصدرت كتاب "قوة الجمال" في عام 1996، وأعادت تسميته وإصداره مرة أخرى على شكل ورقي الغلاف في عام 1999، وساهمت في مقابلة مع النجمة الإباحية نينا هارتلي من أجل كتاب "ثلاثون صورة شخصية لممثلة إباحية "XXX: 30 Porn Star Portraits"، وهو كتاب نُشِر في عام 2004 من قبل المصور تيموثي غرينفيلد ساندرز، وكتبت كتابها الأخير بعنوان "ما وراء إرادتي: الأوهام المحرمة في عصر غير خاضع للرقابة" والذي نشرته في عام 2009.
دُعيت فرايدي باستمرار لتكون ضيفة العديد من البرامج التلفزيونية والإذاعية مثل برنامج غير لائق سياسيًا وأوبرا ولاري كينغ لايف وصباح الخير أمريكا وحديث البلد التابع للإذاعة الوطنية العامة خلال فترة الثمانينيات وأوائل التسعينيات. كما أنشأت موقعًا إلكترونيًا في منتصف التسعينيات لاستكمال نشر كتاب قوة الجمال. صممته في البداية كمنتدى لتطوير عمل جديد وتفاعل مع جمهورها المتنوع، ولم يُحدّث في السنوات اللاحقة. قالت عنها مجلة السيدة بأنها «ليست نسوية»، وذلك في الوقت الذي تنبأت بحياتها المهنية على أساس الاعتقاد بأن النسوية وتقدير الرجال ليست مفاهيم متبادلة.

## الدافع الأدبي
أوضحت فرايدي سبب اختيارها للكتابة عن التخيلات الجنسية للنساء في أواخر الستينيات، وقالت إنه لم يكن موضوعًا مكتملًا ولم يتطرق عليه أحد من قبل، وأنه هناك قطعة مفقودة من اللغز، وذلك في وقت من التاريخ عندما أصبح العالم فضوليًا بشكل مفاجئ حول الجنس وجنسانية المرأة.
اعتبرت فرايدي في كتابها حديقتي الخاصة أن شعور الذنب هو الوحيد عن غيره الذي كان محور قصة التخيلات الممتعة في الكتاب، وأن المرأة التي تحتال على خوفها من أجل أن تتخطى فكرة أن الرغبة في الوصول إلى النشوة الجنسية تجعلها من الفتيات السيئات. أصدرت بعدها كتاب «أمي/نفسي» الذي خرجت فيه على الفور من الاستفسارات الموجودة في كتاب حديقتي السرية حول مصدر شعور المرأة بالذنب عندما يتعلق الموضوع بالجنس.
كانت فرايدي كغيرها من النسويات الأخريات مهتمة بشكل خاص بالدور المسيطر للصور التي تعمل على تأطير النساء بصفات معينة، وزرع الصفات المثالية للمرأة في عقلهن منذ الصغر، والتركيز بشكل كبير على عدم الاستسلام أبدًا للأنانية. وكما طورت النسوية مجموعة مذهلة من العادات والآراء والقيم الأخلاقية والمعتقدات التي تسأل عن الآلية التي ينبغي لعالم المرأة أن يتصرف بها بنفسه، وواجهت أيضًا صعوبة في الاختيار بين الأخلاقية مقابل الطبيعة الإنسانية. وعلى هذه الخلفية، تستمر مخاوف فرايدي الواقعية والتجريبية في طرح السؤال المفتوح عن الحريات الجنسية النسائية التي ستُقيَّد، وإلى أي مدى عملوا على تحقيقهم على الواقع.

## الحياة الشخصية
تزوجت فرايدي من الروائي بيل مانفيل في عام 1967، وانفصلت عنه في عام 1980 وطلقته في عام 1986. تزوجت بعد ذلك من رئيس التحرير السابق لشركة تايم إنك نورمان بيرلستين في 11 تموز/يوليو في عام 1988 وتطلقا في عام 2005. باعت فرايدي منزلها في كي ويست وانتقلت إلى مدينة نيويورك في عام 2011.
توفيت فرايدي في منزلها في مانهاتن في 5 تشرين الثاني/نوفمبر في عام 2017 بسبب مضاعفات مرض الألزهايمر.

## وصلات خارجية
- الموقع الرسمي
- نانسي فرايداي على موقع IMDb (الإنجليزية)
- نانسي فرايداي على موقع الموسوعة البريطانية (الإنجليزية)